# (2076) Levin
(2076) Levin ist ein Asteroid des Hauptgürtels, der am 16. November 1974 am Harvard-College-Observatorium (IAU-Code 802) in Cambridge im US-Bundesstaat Massachusetts entdeckt wurde.
Nach der AstDyS-2-Datenbank ist (2076) Levin der Namensgeber der Levin-Familie.
Der Asteroid wurde nach dem sowjetischen Astronomen und Geophysiker Boris Julewitsch Levin (1912–1989) benannt.